# Собітко Федір Васильович
Собітко Федір Васильович (8 лютого 1919, с. Чуків — 23 травня 1998) — Герой Соціалістичної Праці.
Народився у селі Чуків Немирівського району.
Голова КСП «Золота нива».
Помер 23 травня 1998 року. Похований на кладовищі у рідному селі.